# Дисперсная фаза
Дисперсная фаза — это фаза вещества, которая распределена в дисперсионной среде и не вступает в реакцию с ней в дисперсной системе. Дисперсная фаза может состоять из одинаковых или различных по величине частиц, капель или пузырей, лежащих в диапазоне от 1 нм до 10 мкм и более. В дисперсной системе может существовать одна и более дисперсных фаз, но при этом нужно учитывать, что дисперсные фазы не вступают в реакцию между собой.
Виды дисперсных фаз, исходя из кинетических свойств (подвижность фазы):
- дисперсная подвижная фаза;
- дисперсная неподвижная фаза, в которой частицы связаны между собой и ограничены в перемещении.